# لوتا وودز
لوتا وودز (بالإنجليزية: Lotta Woods)‏ هي كاتبة سيناريو أمريكية، ولدت في 18 أبريل 1869 في بنسيلفانيا في الولايات المتحدة، وتوفيت في 8 سبتمبر 1957 في مقاطعة لوس أنجلوس في الولايات المتحدة.

## وصلات خارجية
- لوتا وودز على موقع IMDb (الإنجليزية)
- لوتا وودز على موقع ألو سيني (الفرنسية)
- لوتا وودز على موقع أول موفي (الإنجليزية)
- لوتا وودز على موقع قاعدة بيانات الأفلام السويدية (السويدية)
- لوتا وودز على موقع قاعدة بيانات الفيلم (الإنجليزية)
- لوتا وودز على موقع كينوبويسك (الروسية)